# Этот негодяй Сидоров
«Этот негодяй Сидоров» — советский художественный фильм 1983 года.

## Сюжет
В летний пионерский лагерь приезжает юный гений, поэт, художник и отличник Алёша Сидоров, но одновременно в этот же лагерь направляют характеристику на парня с таким же именем и фамилией, но абсолютного хулигана, двоечника и лентяя. Прочитав её, все без исключения стали относиться к Алёше соответственно, а все его таланты воспринимать как злостные нарушения порядка. Вот и стали всем отрядом пытаться его перевоспитать. И чем лучше он себя проявлял, тем безнадёжнее его считали.
Но в конце, на день открытых дверей в лагерь приезжают родители Алёши и рассказывают, кто на самом деле их сын. Всем становится очень стыдно. И тут в отряде появился настоящий хулиган Сидоров.

## В ролях
- Владик Галкин — Алёша Сидоров
- Таня Мартынова ― Ира Стулова
- Валерия Лиходей ― Валентина, пионервожатая
- Сергей Арцибашев ― Василий Трофимович, начальник пионерлагеря
- Мария Барабанова ― контролёр в зоопарке
- Кирилл Головко-Серский
- Мирча Соцки-Войническу
- Виктор Фокин ― папа Сидорова
- Марина Шиманская ― мама Сидорова
- Валентин Букин — Илья Муромец

## Съёмочная группа
- Постановка: Валентин Горлов
- Сценарий: Александр Шуров
- Оператор: Юрий Елхов
- Художник: Александр Верещагин
- Композитор: Владимир Давыденко
- Тексты песен: А.Шуров
- Звукооператор: С.Шухман

## Интересные факты
- Премьера состоялась 9 апреля 1984 года
- В фильме участвует Ансамбль «Мелодия» под управлением Бориса Фрумкина
- В том же 1984 году вышел «Каникулы Петрова и Васечкина, обыкновенные и невероятные», использующий тот же сюжет (первая часть — «Хулиган»).
- Съемки фильма проходили на границе РСФСР и Эстонской ССР в расположенных друг напротив друга крепостях городов Ивангород и Нарва.